# Bradford (Maine)
Bradford város az USA Maine államában, Penobscot megyében. Lakosainak száma 1184 fő (2020. április 1.).

## Népesség
A település népességének változása:

| 2010 | 1 290 |
| 2020 | 1 184 |